# Niphopyralis
Niphopyralis is een geslacht van vlinders uit de familie van de grasmotten (Crambidae), uit de onderfamilie van de Spilomelinae. De wetenschappelijke naam van dit geslacht is voor het eerst voorgesteld door George Francis Hampson in een publicatie uit 1893.

## Soorten
- N. albida Hampson, 1893
- N. aurivillii (Kemner, 1923)
- N. chionesis Hampson, 1919
- N. contaminata Hampson, 1893
- N. discipunctalis Hampson, 1919
- N. myrmecophila (Roepke, 1916)
- N. nivalis Hampson, 1893
- N. suffidalis Swinhoe, 1895